# Rahjan
Rahjan (tiếng Ả Rập: الرهجان) là một ngôi làng Syria nằm ở phó huyện Al-Saan ở huyện Salamiyah, Hama. Theo Cục Thống kê Trung ương Syria (CBS), Rahjan có dân số 860 người trong cuộc điều tra dân số năm 2004.